# Bezzimyia busckii
Bezzimyia busckii är en tvåvingeart som beskrevs av Townsend 1919. Bezzimyia busckii ingår i släktet Bezzimyia och familjen gråsuggeflugor. Inga underarter finns listade i Catalogue of Life.